# Blasiuskapelle (Dornburg)

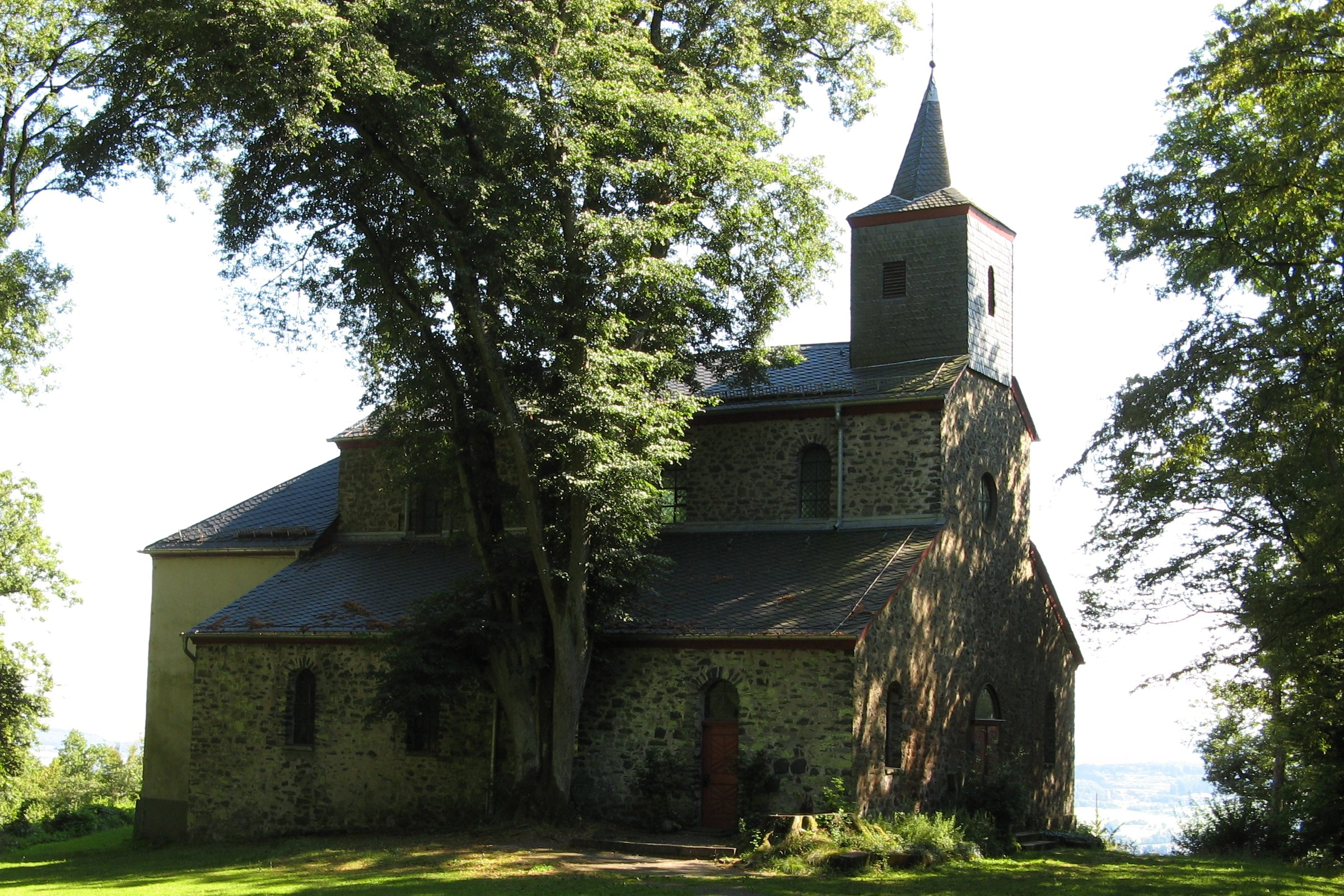
Die Blasiuskapelle

Die Blasiuskapelle ist eine Kapelle auf dem Blasiusberg (veraltet auch Clesberg oder Blesberg genannt) nahe den Orten Frickhofen, Dorndorf und Wilsenroth, drei der insgesamt fünf Ortsteile der Gemeinde Dornburg im mittelhessischen Landkreis Limburg-Weilburg.

## Geschichte

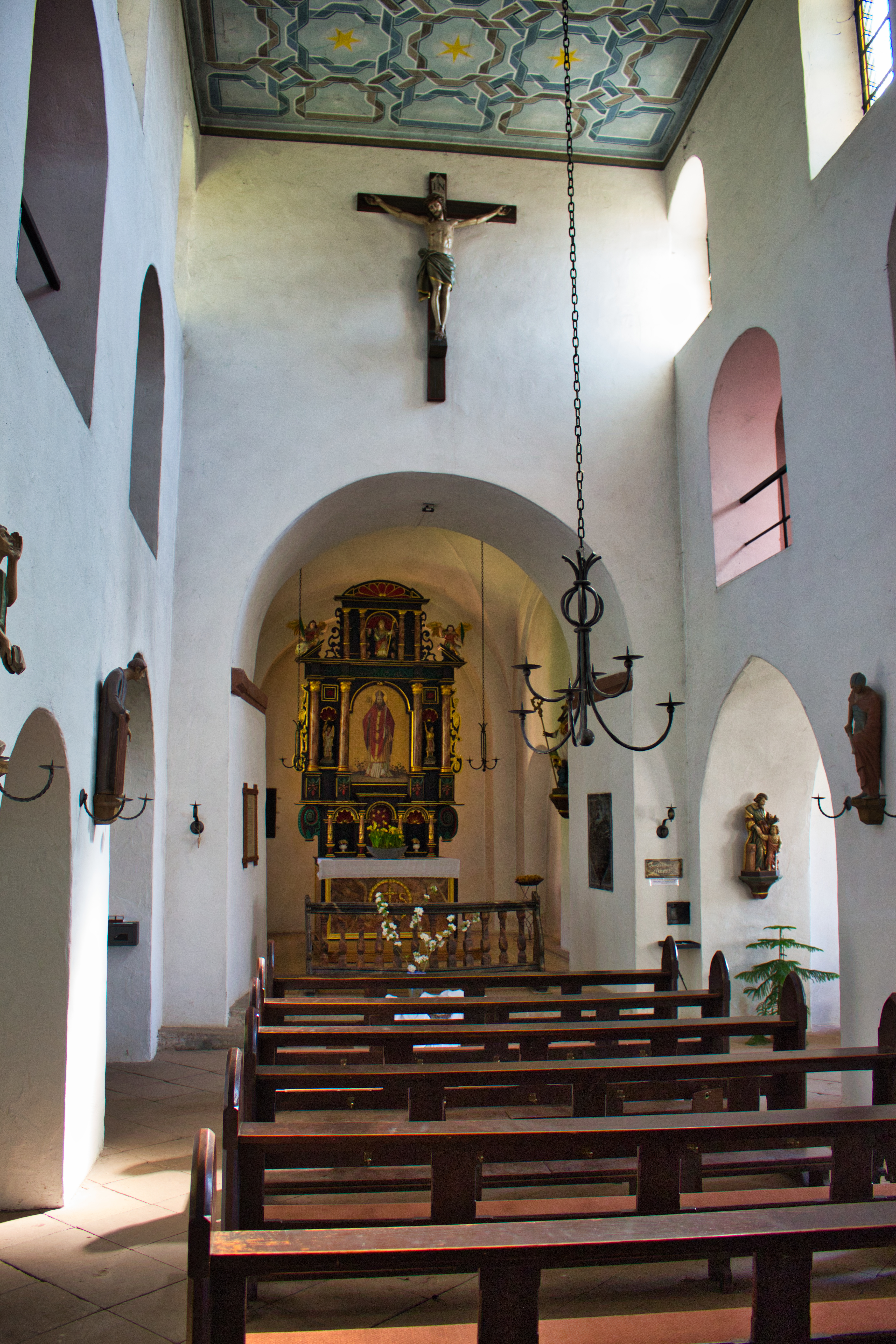
Innenraum der Kapelle

Die erste hölzerne Kapelle an dieser Stelle bestand spätestens ab 630 und war dem heiligen Michael geweiht. Damit handelt es sich um eine der ältesten Kirchen in der Region. Der Ort dürfte wegen seiner exponierten Lage auf einem  390 Meter hohen Hügelsporn aus Basalt gewählt worden sein, der nach Süden und Osten weit ins Limburger Becken hinein sichtbar ist. Die Bezeichnung Clesberg wird auf das lateinische ecclesia (= Kirche) zurückgeführt. Vermutlich handelte es sich bei dieser frühen Kirche um das Zentrum einer Großpfarrei, die Ende des 9. Jahrhunderts durch die Gründung des Stifts St. Severus in Gemünden wesentlich verkleinert wurde. Ebenfalls im 9. Jahrhundert gehörte das Kirchspiel wohl zum Archidiakonat Dietkirchen. Wann sich das Patrozinium von Michael zu Blasius wandelte, lässt sich nicht mehr fassen 1624 wird das Blasiuspatrozinium erstmals erwähnt.
Spätestens am Anfang des 10. Jahrhunderts wurde mit Sicherheit ein Kirchspiel mit der Michaelskapelle als Zentrum eingerichtet, dessen Friedhof sich auf dem Berg befand. Auf dem Blasiusberg tagte das zugehörige Zentgericht. Das Gebiet des Kirchspiels lässt sich erst für das Spätmittelalter genau fassen. Es umfasste zu diesem Zeitpunkt die umliegenden Dörfer Frickhofen, Dorndorf, Langendernbach, Dorchheim, Mühlbach, Waldmannshausen und seit 1667 auch Wilsenroth. Gerichtsherren des Zents waren von 1407 an die Grafenhäuser Nassau und Katzenelnbogen.
Um 1150 entstand eine steinerne Kirche. Deren Kollatoren waren anfänglich die Grafen von Nassau, bis Graf Heinrich der Reiche die Kirche 1231 dem Deutschen Orden schenkte. Die Deutschordensherren blieben bis zur Reformation Patronatsherren. Während der Einführung der Reformation unter Johann VI. von Nassau-Dillenburg wurden die Ausstattung der Kapelle und die spätgotischen Wandbemalungen weitgehend entfernt. Nach dem Übertritt Fürst Johann Ludwigs von Nassau-Hadamar zum Katholizismus wurde 1630 auf dem Blasiusberg erstmals wieder eine Ostermesse gefeiert. 1650 erwarb die Kirchengemeinde einen neuen Altar. Am 21. Juni des Jahres 1657 verkaufte Fürst Moritz Heinrich von Nassau-Hadamar den Berg mit dem umliegenden Jagdrevier samt Kirche und allem Zubehör für 105 Reichstaler an die Gemeinde Frickhofen.
1746 gingen die Pfarrrechte der Pfarrei an die damals neu errichtete und größere Martinskirche in Frickhofen. Die Gerichtsbarkeit war bereits zuvor an die Landesherren übergegangen. Infolge seiner gesunkenen Bedeutung verwahrloste der Kirchenbau auf dem Blasiusberg, so dass die herzoglich-nassauische Regierung im Jahr 1816 bereits den Abbruch verfügen wollte. Der damalige Frickhofener Pfarrer und spätere Bischof von Limburg, Johann Wilhelm Bausch, verhinderte dies. Um 1840 herum erfolgte eine umfassende Instandsetzung. Der Friedhof an der Kapelle wurde bis 1859 belegt. Nach einem Brand erfolgte 1869 ein Umbau, der einer romanischen Pfeilerbasilika nachempfunden wurde und der Kirche ihre heutige Gestalt gab. Die heute neben dem Kapelleneingang vorhandene Linde war einer von zwei zum Abschluss der Bauarbeiten gepflanzten Bäume. Um 1900 ausgeführte neogotische Ausmalungen wurden 1930 wieder überstrichen.
Ein Kreuzweg zur Blasiuskapelle mit 14 Stationen im umliegenden Waldgebiet wurde kurz vor 1900 angelegt und ersetzte eine ähnliche Anlage älteren Datums. Ihren Beginn markiert eine Mariengrotte, die 1912 als Blasius-Bildstock angelegt, Ende der 1920er Jahre aber umgestaltet wurde. 1953 bis 1955 wurde auf dem Plateau ein Außenaltar für Freiluftgottesdienste mit Gefallenenmahnmal errichtet. Dieser ersetzte einen älteren Außenaltar am steinernen Kreuz des ehemaligen Friedhofs.
Ein noch aus der Spätgotik stammendes geschnitztes Relief der Heiligen Familie, das ursprünglich zur Ausstattung der Kapelle gehörte, ist heute in der Pfarrkirche in Wilsenroth positioniert.
Im Jahr 2008 wurde die Kapelle mehrfach von Randalierern verwüstet. 2012 wurde die Sakristei renoviert.
Möglicherweise befand sich an dem Ort vor der Kapelle eine heidnische Kultstätte. Ein auf der Erhebung gefundener Felsen wurde im 19. Jahrhundert als Opferstein interpretiert, auf dem eine Rinne und mehrere runde Vertiefungen eingemeißelt seien. Zu dieser Annahme dürfte die geringe Entfernung von rund einem Kilometer zum Oppidum Dornburg beigetragen haben. Um das Jahr 2000 herum wurden in der Nähe Bruchstücke einer roten Trachytplatte gefunden, die als Überreste des zwischenzeitlich verschwundenen vermeintlichen Opfersteins angesehen werden. Sie werden heute in der Kapelle ausgestellt.

## Baubeschreibung

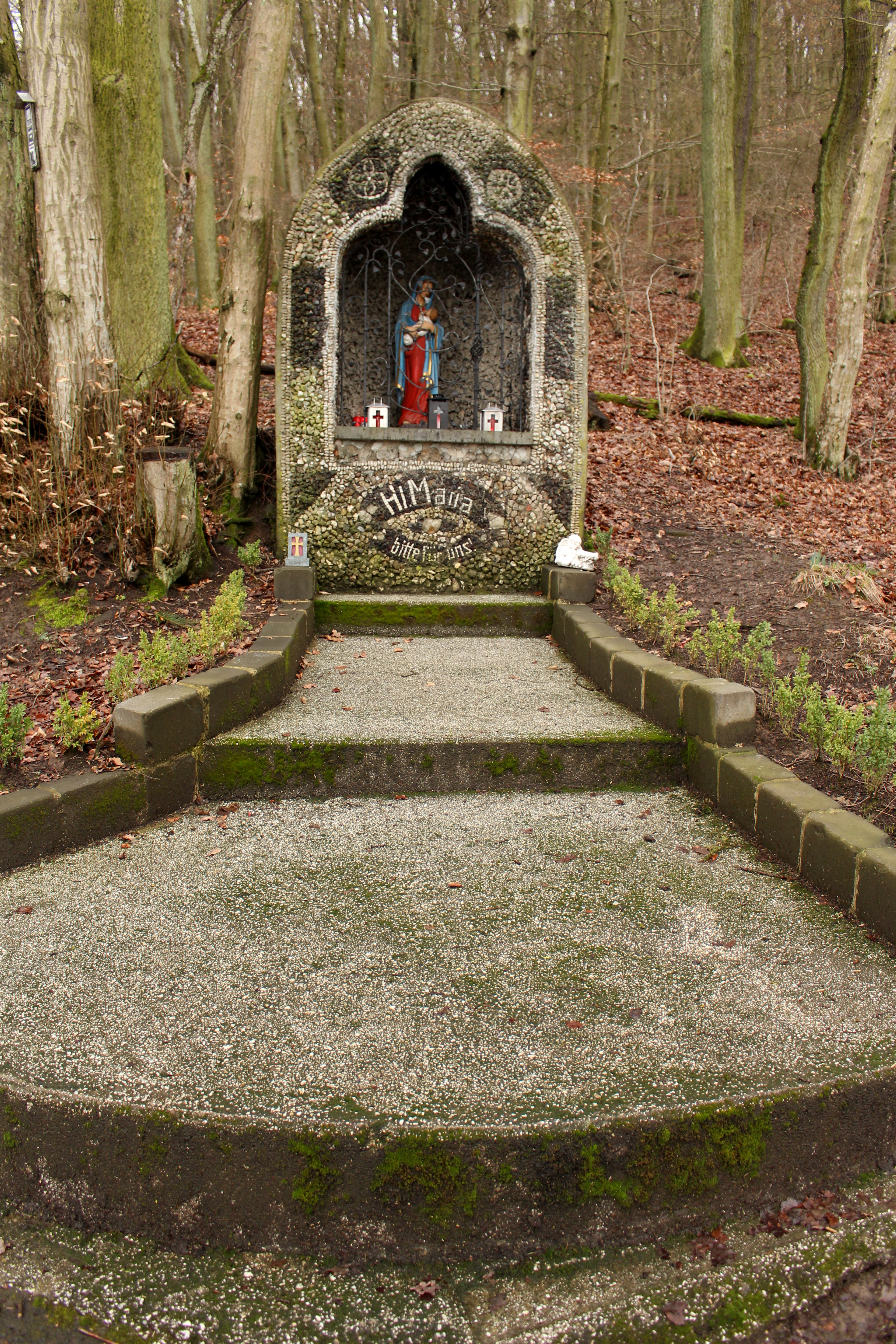
Mariengrotte am Beginn des Kreuzwegs zum Blasiusberg

Bei der Baukampagne von 1869 wurde der Turm verkürzt und zum Chorraum umgestaltet. Damit sind Turm und Chor die einzige erhaltene größere Bausubstanz aus dem Mittelalter. Blendbögen und einige kleinere Teile des Kreuzgewölbes sowie das Westportal stammen ebenfalls noch aus dem Ursprungsbau. Das Mittelschiff wurde deutlich länger und höher als der Vorgängerbau errichtet und erhielt zwei Seitenschiffe.
Zur Ausstattung gehören ein manieristischer Hochaltar aus der Zeit um 1650, der einen bauzeitlichen Altar aus Basalt verdeckt und ein barocker Marienaltar aus dem frühen 18. Jahrhundert. An der Chorwand ist eine Grabplatte des Adelsgeschlechts von Waldmannshausen aus dem Jahr 1526 aufgestellt. Vor dem Chorraum ist die marmorne Grabplatte des 1715 gestorbenen Pfarrers Johann Wilhelm Loos in den Boden eingelassen. Statuen der Apostel Petrus und Paulus entstammen der Barocken Hadamarer Bildhauerschule. Mehrere Figuren auf den Innenkonsolen aus den 1950er Jahren sind im Stil Ernst Barlachs gehalten. Der Innenverputz wurden 1982 aufgebracht und orientiert sich an der historischen Wandgestaltung romanischer Kirchenräume. 1982 wurden Standbilder der Kirchenpatrone aus den Ortsteilen der Zivilgemeinde Dornburg an den Wänden angebracht. Dazu kommen weitere Heiligenfiguren mit regionalem Bezug. Eine beschädigte Basaltschale wird oft als romanisches Taufbecken angesprochen, verfügt aber über keinerlei Verzierungen, so dass es sich auch um einen profanen Mörser handeln könnte. Die Glocke wurde im Jahr 1785 gestiftet.

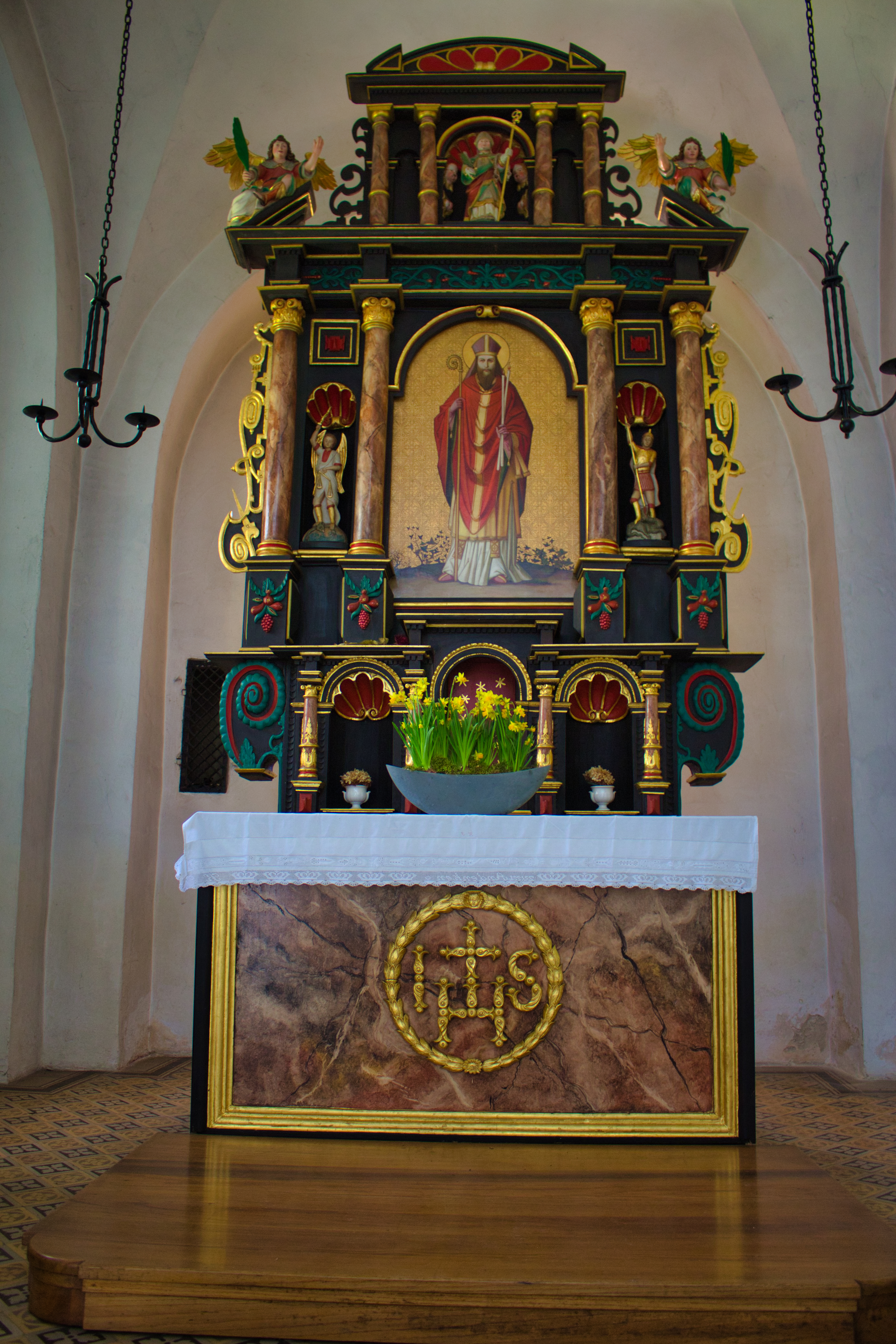
Hauptaltar
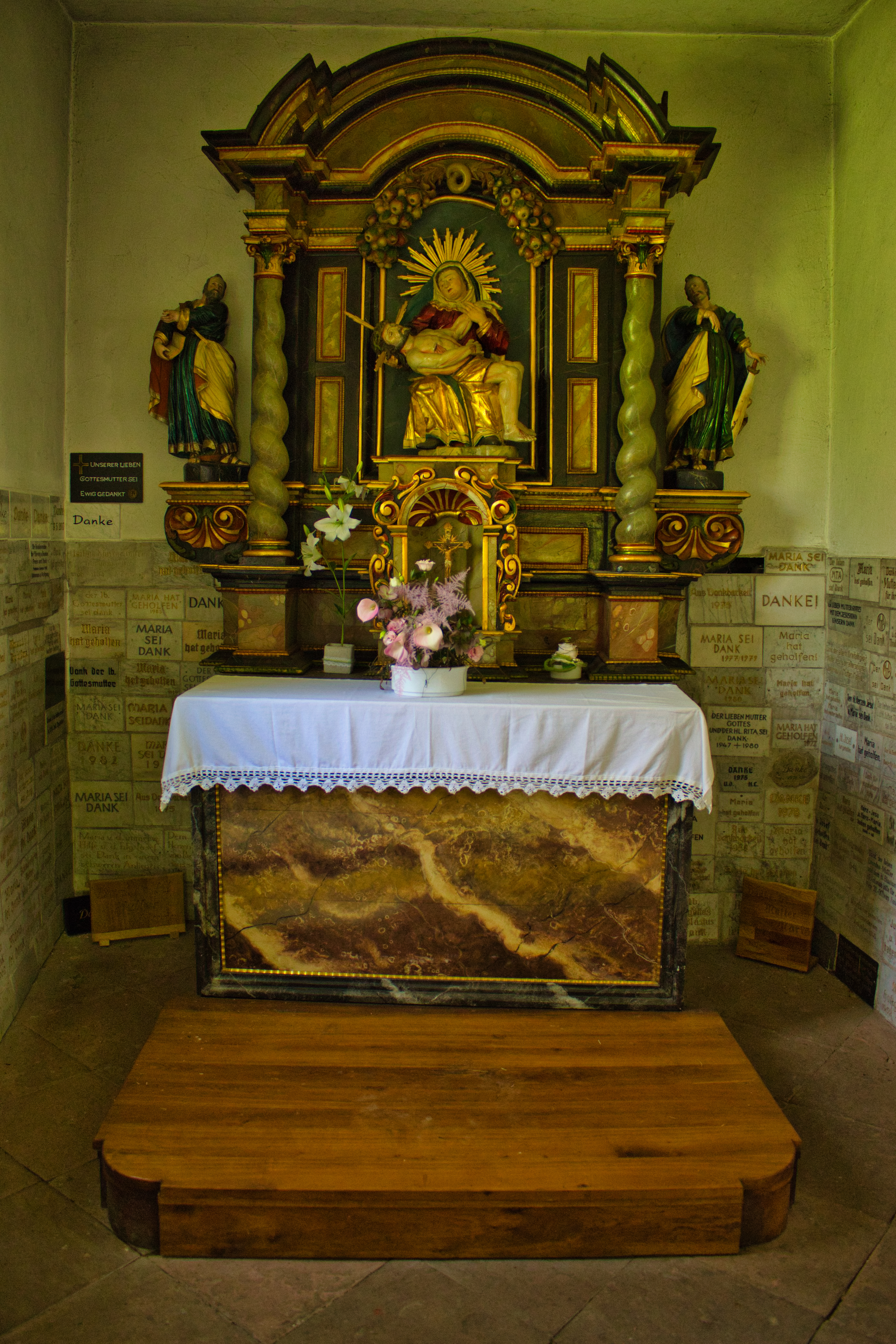
Linker Seitenaltar
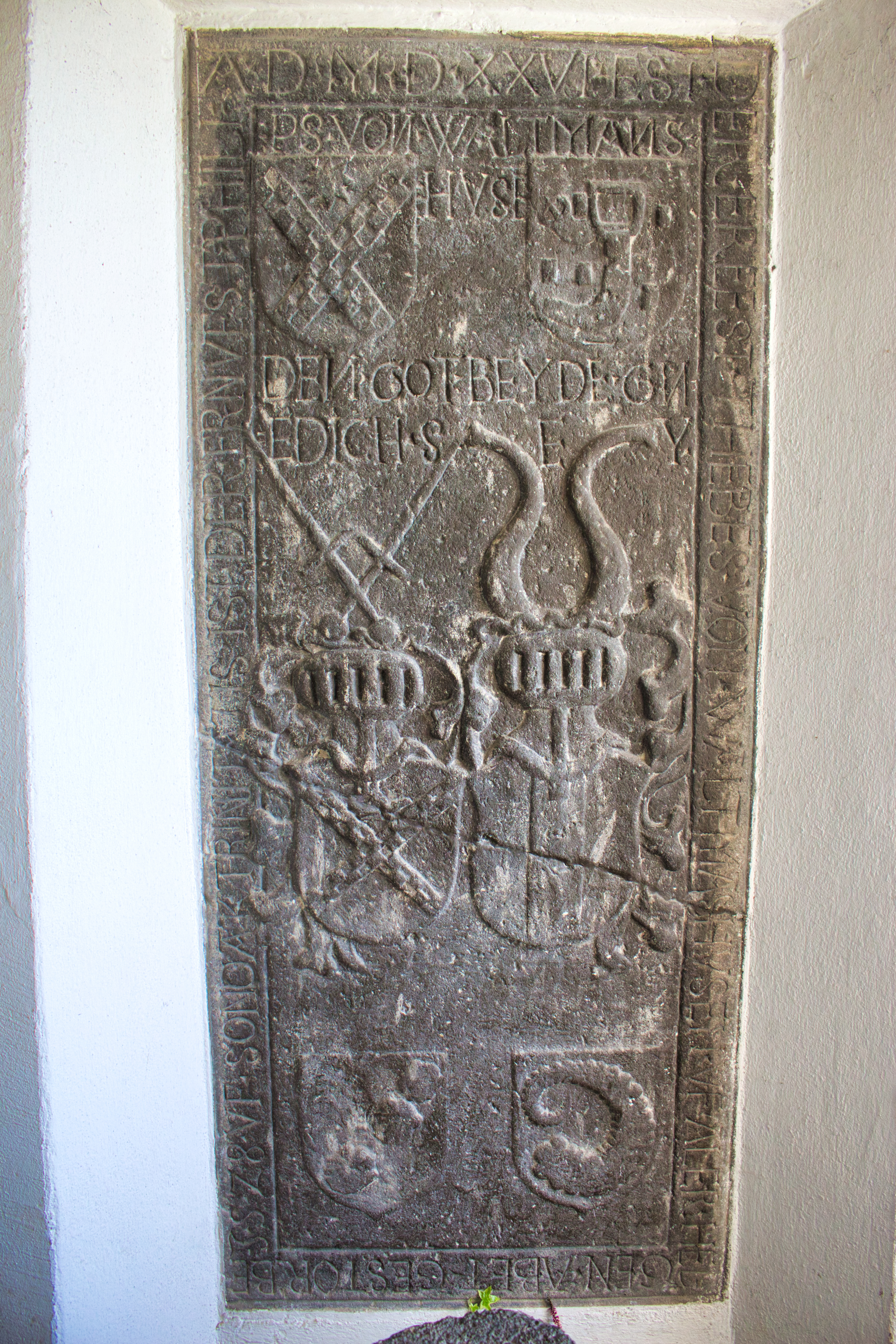
Waldmannshauser Grabplatte
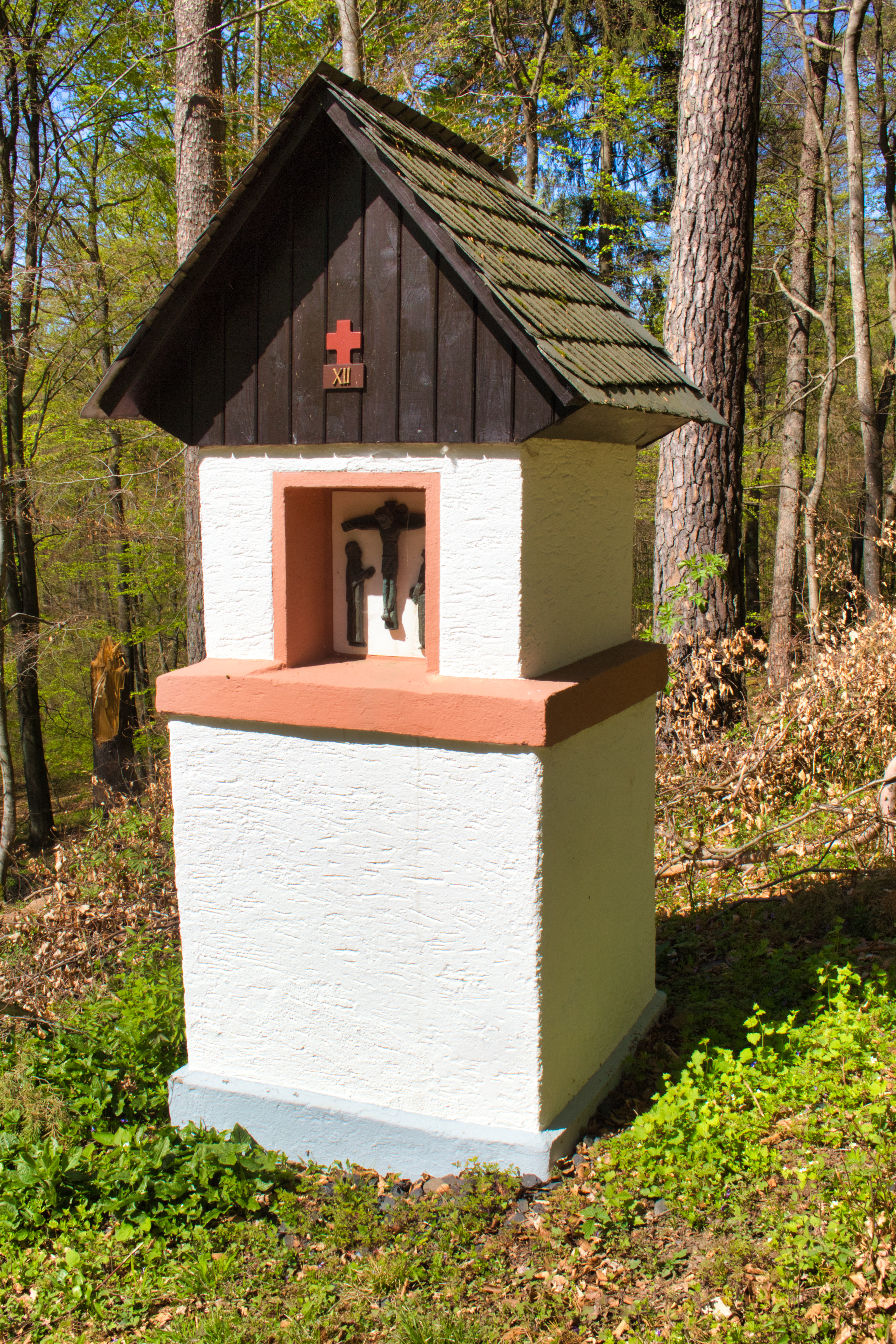
Kreuzwegstation
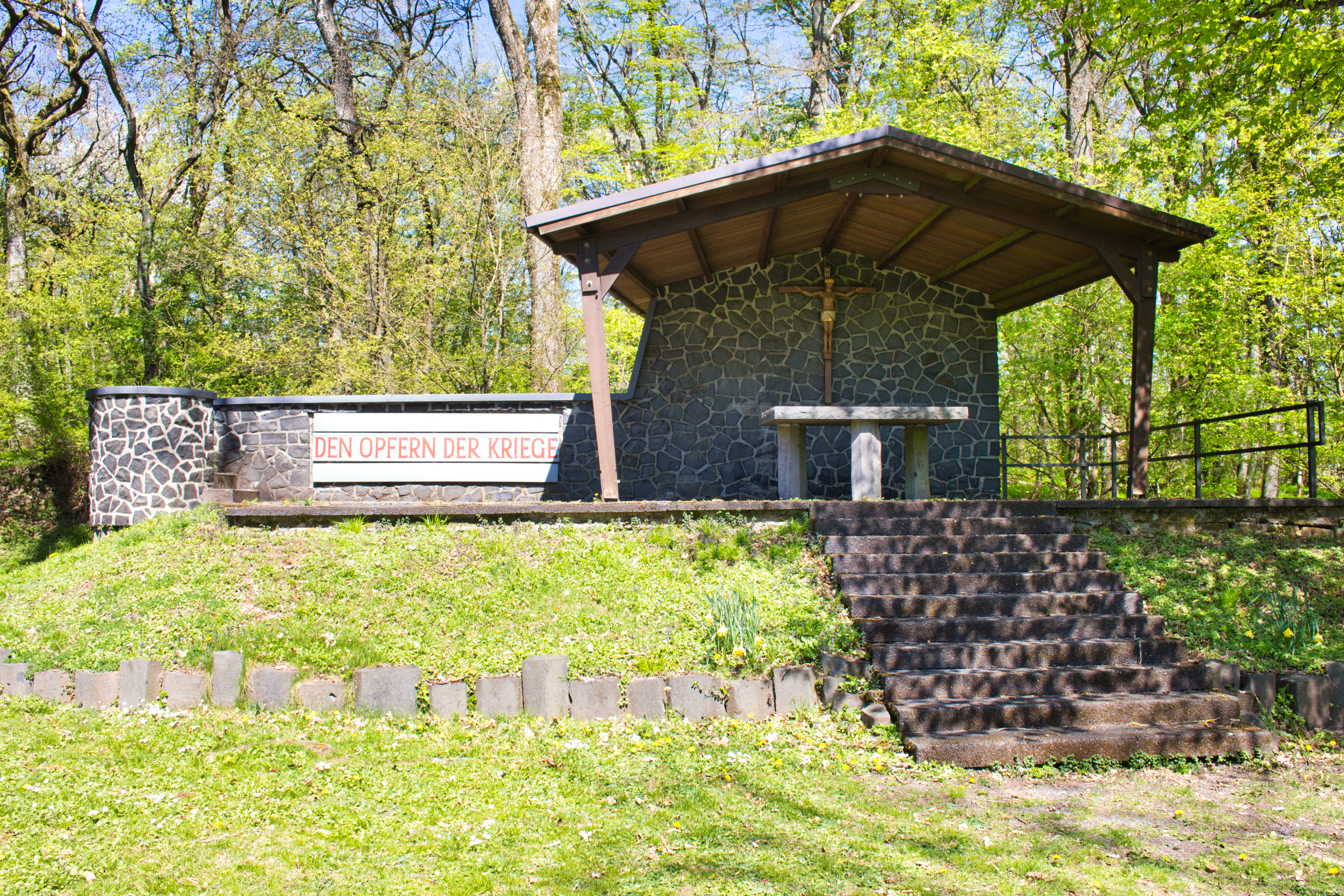
Freialtar an der Kapelle

## Alte Burg
Wohl im Zusammenhang mit der Kapelle und dem Sitz des Kirchspiels oder auch dem Patronat durch den Deutschen Orden bestand nahe der Kapelle eine kleine Befestigungsanlage. Ihre Überreste wurden 1899 bei der Erweiterung eines Steinbruchs an der Ostseite des Blasiusbergs gefunden und während der bis 1928 anhaltenden Steinbruchtätigkeit vernichtet. Damalige archäologische Untersuchungen verorteten das Bauwerk rund 160 Meter nördlich der Blasiuskapelle. Es handelte sich demnach um eine unregelmäßig ovale, in Ost-West-Richtung 57 Meter und in Nord-Süd-Richtung 37 Meter lange Fläche, die von einer Mauer und einem Graben umgeben war. Innerhalb dieser Fläche war lediglich ein rund sechs mal sechs Meter großer ummauerter Raum am südöstlichen Rand mit zu diesem Zeitpunkt noch bis zu zwei Meter hohen Mauerresten nachweisbar. Das Tor befand sich im Süden der Mauer.
Die Befestigung wurde während der Untersuchung auf das 13., spätestens das 14. Jahrhundert geschätzt. Keramikscherben, Tierknochen, Hufeisen und ein Steigbügel wurden ausgegraben. Steine aus dem Mauerwerk wurden vermutlich 1869 zur Neuerrichtung der Kapelle verwendet.